# Hovin, Trøndelag
Hovin är en tätort i Melhus kommun i Trøndelag fylke i mellersta Norge. Orten ligger vid Europaväg 6 och Dovrebanan, på västra sidan av älven Gaula, mellan tätorterna Lundamo och Støren.
Tidigare har orten tillhört dåvarande Horgs kommun.